# 甲賀FamilyLand
34°57′10.8″N 136°06′30.7″E / 34.953000°N 136.108528°E

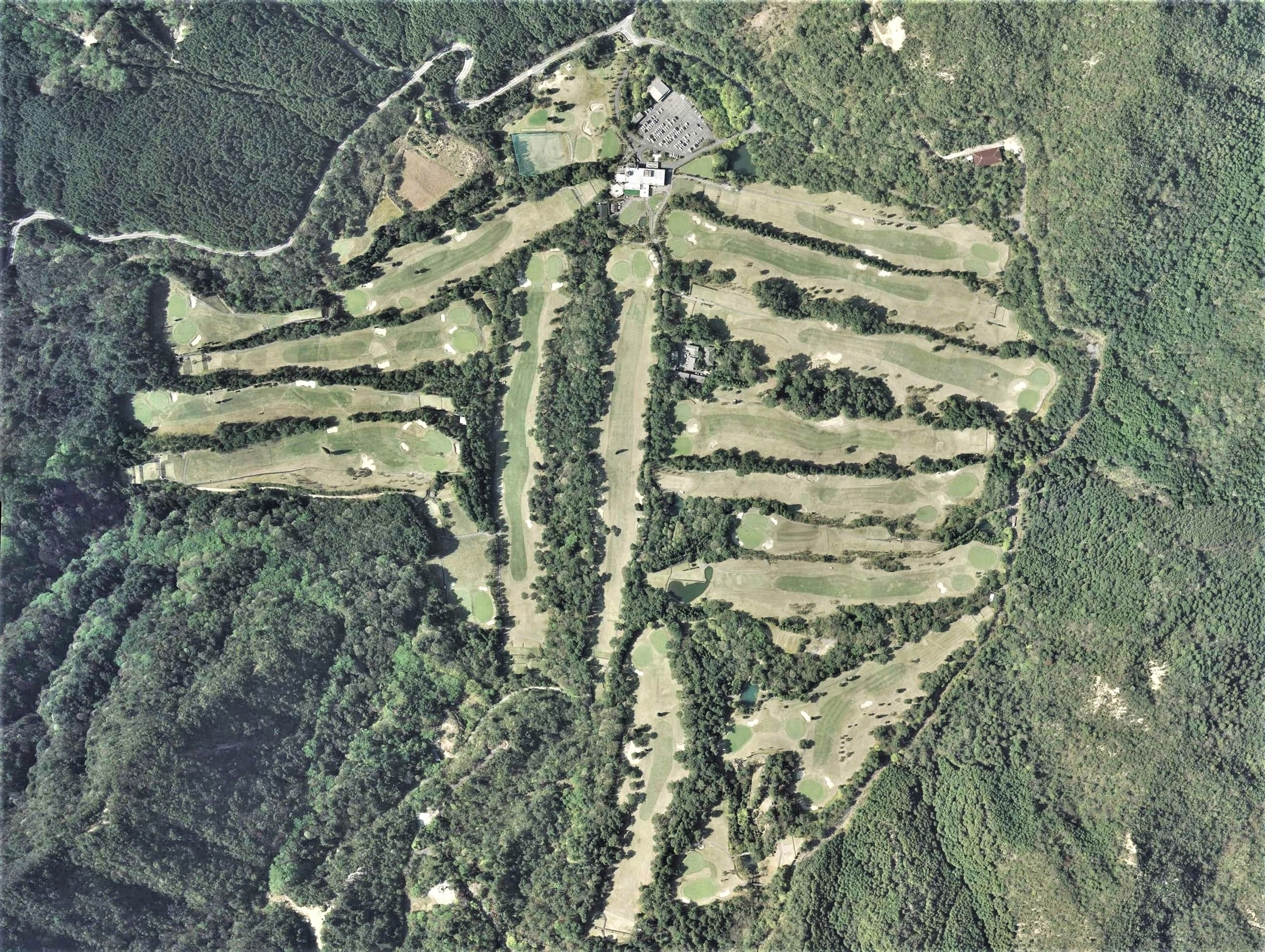
甲賀鄉村俱樂部2010年的空拍圖，在照片高爾夫球場左下方樹林區域即為甲賀家庭樂園原址。

甲賀家庭樂園（日语： kouga famirīrando）是一個過去位於日本滋賀縣甲賀郡甲西町（現湖南市）甲賀鄉村俱樂部南側的遊樂園，已於1985年關閉；現在土地仍是甲賀鄉村俱樂部所有。
該樂園於1970年代開幕，在當時曾是滋賀縣內最大的遊樂園，園內設有摩天輪、旋轉木馬和忍者屋等設施；然而由於對外交通不便和業績不佳，於1985年關閉。
樂園在關閉後，其遊樂設施最初並未被拆除，因此在2000年代日本國內興起至各地廢棄建築探險風潮時，探險者發現該地摩天輪在風中旋轉成為了熱門話題，吸引大量未經許可進入探險地的遊客。不過到2008年9月底時，該地所有的遊樂設備都已被拆除，只剩下一些廢棄的建築。